# Abastenia St. Leger Eberle
Pour les articles homonymes, voir Eberle.
Abastenia St. Leger Eberle (6 avril 1878 — 26 février 1942) est une sculptrice américaine connue pour ses petits bronzes pleins de vie dépeignant les pauvres immigrants du Lower East Side de New York. Eberle était une artiste aux fortes convictions qui considérait que les artistes devaient créer des œuvres politiquement et socialement engagées reflétant les problèmes du temps. Elle a passé sa vie à lutter pour l'égalité des droits des femmes américaines et en général. Son œuvre la plus célèbre, The White Slave, traitant de la prostitution enfantine, a causé un scandale quand elle a été exposée à l'Armory Show en 1913.

## Biographie

### Jeunesse
Mary Abastenia St. Leger est née le 6 avril à 1878 à Webster City, dans l'Iowa. sa mère était musicienne et son père docteur dans l'armée américaine. Sa famille a déménagé au Kansas, puis dans le Missouri, avant de s'installer à Canton.
La mère d'Eberle lui a donné des leçons de piano et l'a encouragée à développer son talent musical, visible dès son jeune âge. Eberle a étudié le violoncelle, jusqu'au jour où son père a été si impressionné par un masque en argile qu'elle faisait qu'il a acheté pour elle de la cire à modeler à un de ses patients qui faisait des bustes. Certaine qu'elle réussirait rapidement dans la sculpture, Eberle a déclaré : « Je savais que c'était là mon domaine ». Elle a pris des leçons auprès du patient en question avant d'entrer à l'Art Students League of New York.

### Début de carrière
Une fois munie de la cire à modeler du patient de son père, Eberle a commencé à copier les monuments funéraires et publics de Canton. C'était le seul genre de sculptures  qu'elle pouvait étudier sur place à cette époque. Après quelque temps, elle s'est trouvée si frustrée de ne pas pouvoir se perfectionner qu'elle a inscrit elle-même d'autres personnes dans la classe lorsqu'elle a appris que le sculpteur Frank Vogan allait venir à Canton pour donner un cours. Elle a étudié avec Vogan pendant deux ans, ce qu'elle déclare avoir été très utile à son développement en tant qu'artiste. En 1899, à 21 ans, elle a commencé à étudier avec George Grey Barnard à l'Art Students League of New York.
Quelques années plus tard, elle a eu l'occasion de rendre visite à sa famille à Porto Rico, où son père avait été envoyé comme médecin militaire. Elle y a fait de petites ébauches en terre de scènes de rue familières. Sa sculpture Puerto Rican Mother and Child (1901) est la première où elle traduit la vie quotidienne de la classe populaire. Son talent a tout de suite été reconnu et elle a reçu une bourse et des prix. Elle a fait une telle impression sur Barnard qu'il lui a confié sa classe quand il ne pouvait pas l'assurer. Elle a obtenu le succès avec sa sculpture Men and Bull, créée avec Anna Hyatt Huntington, qui a été présentée à l'exposition 1904 de la Society of American Artists (en). En 1906 Huntington et Eberle ont mis fin à leur collaboration.

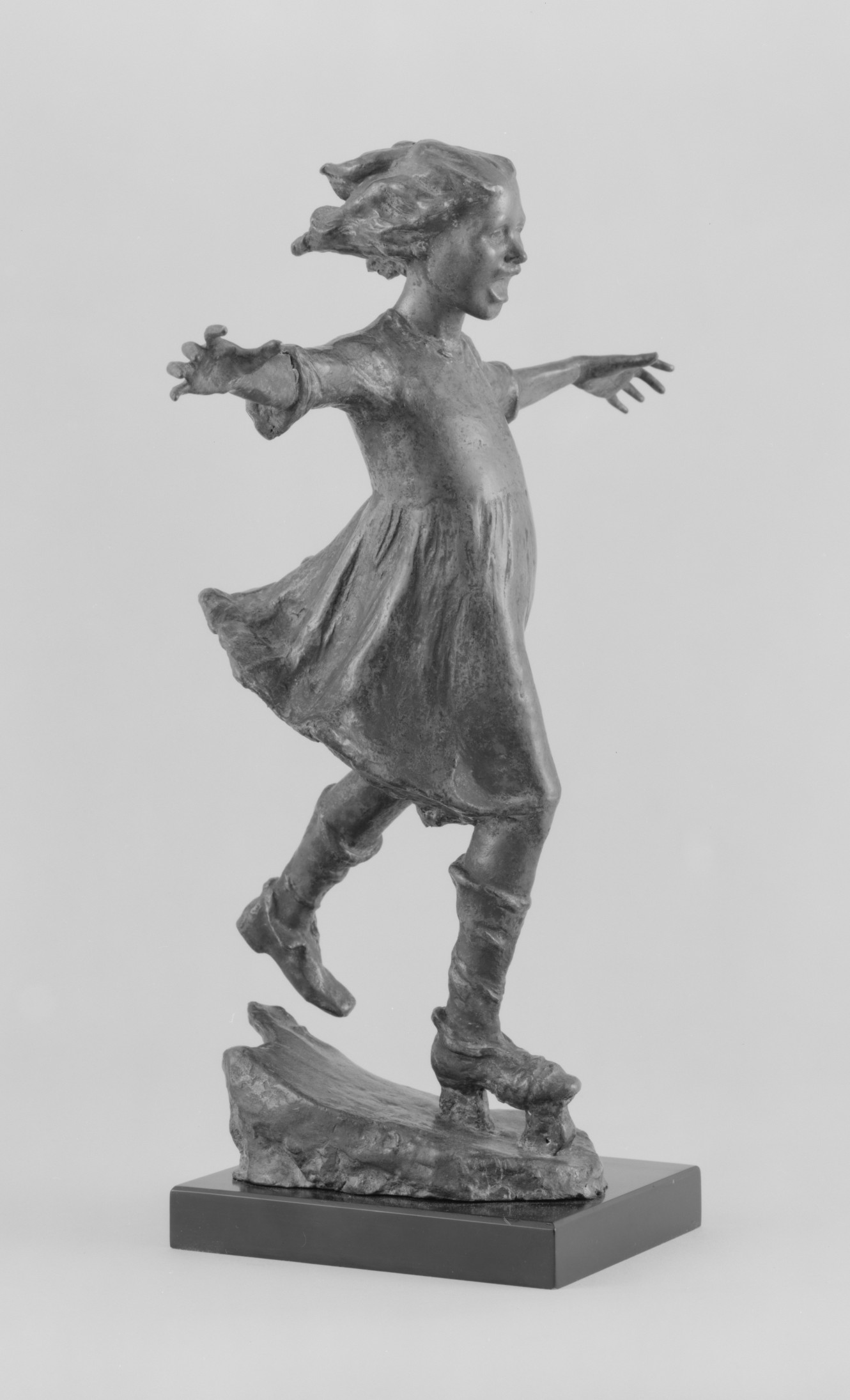
Girl skating (bronze, Metropolitan Museum of Art).

Huntington s'est consacrée à la sculpture animalière et à de grands monuments. Eberle, au contraire, a travaillé sur de petits bronzes traitant de la condition sociale des immigrants pauvres. En 1906, Eberle a terminé Roller Skater, aussi connu sous le nom de Girl with Roller Skate ou Girl Skating, le portrait d'une petite fille pauvre en patins à roulettes. Il s'agit de sa première étude de la vie des rues de New York. En 1906, elle a été élue à la National Sculpture Society (en). En 1920, elle a aussi été élue à l'Académie américaine de design comme académicienne associée.

### Maturité
En mai 1907, Eberle s'est rendue à Naples pour y surveiller la fonte de ses bronzes. Les ouvriers se sont d'abord montrés dédaigneux, admettant difficilement qu'elle les ait sculptés elle-même. Ils se sont finalement apaisés quand ils ont remarqué son œil pour le détail et ont commencé à lui obéir. Quand des habitants regardaient l'atelier où ses bronzes étaient coulés, ils s'exclamaient « Dio Mio ». Eberle appréciait les Napolitains et s'intéressait aux ouvriers et à leurs familles. Quand elle a vu qu'ils travaillaient toute la journée après avoir seulement mangé un morceau de pain, elle s'est arrangée pour qu'ils aient tous un solide petit déjeuner.
Quand Eberle est revenue d'Italie, elle a déclaré s'y être immergée « dans les arts classiques et avoir été imprégnée par le passé ». Ce moment a été crucial dans son évolution artistique personnelle.
« En arrivant à New York (dit-elle) j'ai commencé à ressentir à nouveau l'esprit moderne et à vivre dans le monde du travail actuel, avec tous ses lieux familiers et pourtant son idéalisme... J'ai senti les odeurs piquantes de la ville et vu ses enfants en train de jouer. » Cet été-là, Eberle a passé du temps comme travailleuse sociale dans le Lower East Side pour « étudier ses habitants et les conditions dans lesquelles ils vivaient, pour être proche d'eux et apprendre à leur contact. » Ses œuvres ont souvent pour sujet des enfants sur les terrains de jeu, comme Bubbles (1908), une étude d'une petite fille en train de faire des bulles de savon. Eberle a bientôt transféré son atelier à Greenwich Village. Le quartier était connu à l'époque pour ses immigrants de toutes origines, ses loyers modiques et sa tolérance pour tout mode de vie. C'est là qu'Eberle a créé certaines de ses œuvres les plus marquantes.
Entre 1907 et 1913, Eberle a exposé à la Macbeth Gallery (en) à Manhattan. Ses œuvres ne se vendaient pas très bien et elle a produit des pots à tabacs et des serre-livre en bronze pour boucler ses fins de mois.

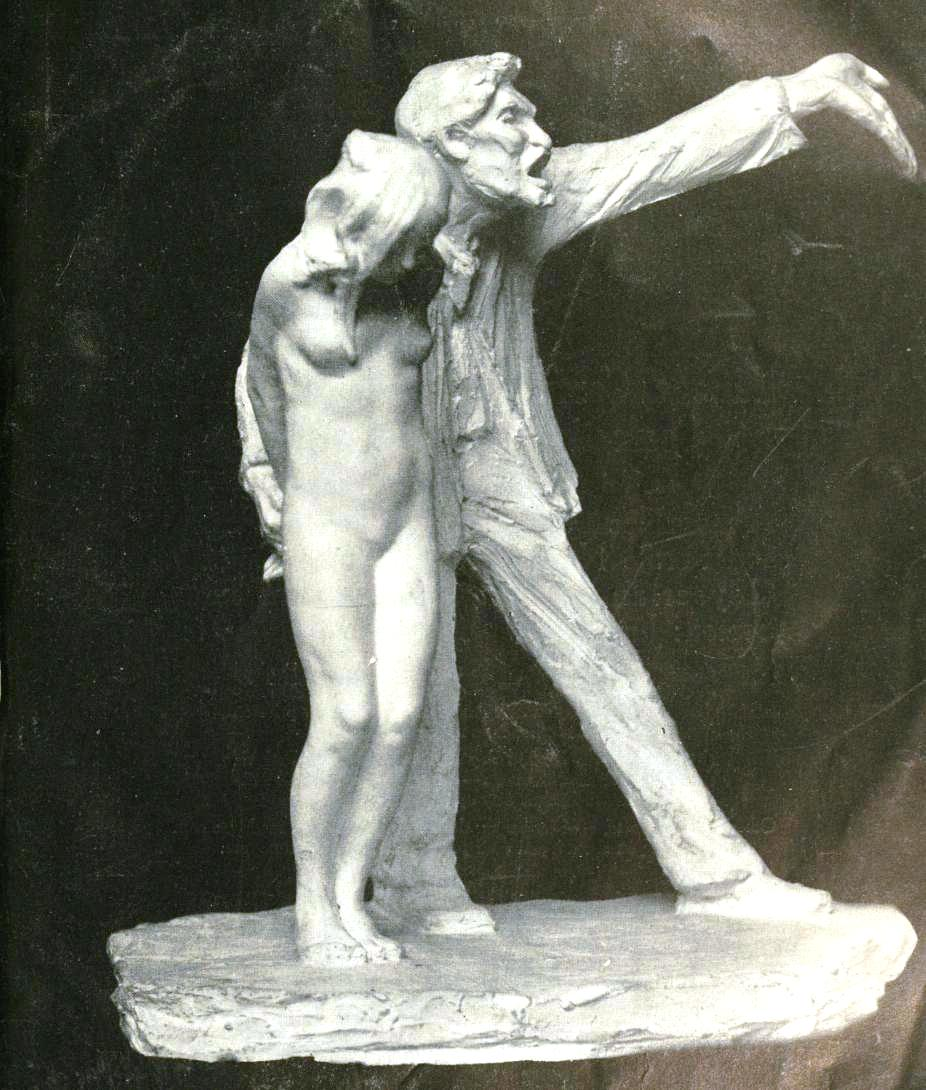
The White Slave, 1912-1913 (photo publiée en couverture du magazine Survey en mai 1913).

Elle a reçu une invitation pour exposer à l'Armory Show de New York en 1913. Elle y a présenté Girls Wading (1913), une étude de trois fillettes sur la plage de Coney Island, et The White Slave (1913), qui représente une scène de prostitution enfantine, à l'époque appelée par euphémisme « esclavage blanc » : une adolescente nue, les bras retenus dans le dos, est offerte à la prostitution. Son attitude misérable et glacée la distingue radicalement de l'érotisme de beaucoup de nus du XIXe siècle. Cette œuvre a causé « un orage de violente controverse » en raison de sa combinaison choquante de réalisme et de nudité, surtout quand sa photo a été reproduite en couverture de Survey (un magazine consacré à la réforme sociale). Beaucoup de lecteurs ont jugé cette couverture irrecevable dans un foyer respectable. Cette œuvre est la réponse d'Eberle aux articles de journaux décrivant le sort des immigrantes pauvres obligées de se prostituer pour survivre. Elle révèle le progrès de sa conscience sociale et sa détermination à créer l'œuvre qui était importante pour elle.

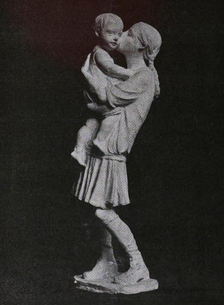
Her Only Brother, 1921.

Après ce succès, elle a créé plusieurs sculptures figurant des enfants de la classe ouvrière du Lower East Side, en train de jouer ou de travailler. Ils représentaient « la vitalité de la population des immigrants de la ville ». Eberle a exploré des thèmes similaires dans d'autres œuvres comme Dance of the Ghetto Children (1914). Certaines de ses œuvres invitent plus directement à l'action politique, comme Ragpicker (le chiffonnier, 1911) et Old Woman Picking Up Coal (1906). Celle-ci dépeint une pauvre vieille italienne ramassant dans la rue des petits morceaux de charbon pour alimenter son poêle.
Plus tard dans sa carrière, Eberle a installé son atelier franchement dans le Lower East Side, par crainte que son œuvre perde son caractère prolétaire. Elle a trouvé un espace à l'étage supérieur d'un immeuble, où elle a couplé son atelier avec une salle de jeu. Elle attirait les enfants avec des livres et des jouets et pouvait ainsi travailler directement d'après nature. En 1911, elle avait fait partie de la délégation des sculptrices au défilé pour le droit de vote des femmes, ce qui était courageux à cette époque. Son engagement pour cette cause ne cessa jamais. Elle avait été profondément influencée par les écrits de Jane Addams et était aussi dévouée au mouvement féministe.
En 1930 elle a dû quitter New York à cause de problèmes de santé et d'argent. Elle s'est installée à Westport, dans le Connecticut.
Eberle a présenté des œuvres dans la catégorie sculpture de la Compétition artistique des Jeux olympiques d'été de 1928 et de 1932, mais n'a pas remporté de médaille.
Eberle pensait que l'art devait avoir une fonction sociale, écrivant que les artistes « n'avaient pas le droit de vivre en individualistes sans responsabilité envers les autres. [Les artistes] doivent voir à la place des autres — les révéler à eux-mêmes et aux autres. » Elles est cependant surtout connue pour ses œuvres figuratives dans un style apparenté à l'Art nouveau et au mouvement britannique New Sculpture (en), qui combinent le réalisme avec une emphase sur l'action et le mouvement des drapés.
Une vingtaine de ses sculptures sont exposées à la Kendall Young Public Library (en) de Webster City, où elle est née. D'autres font partie des collections du Metropolitan Museum of Art de New York.